# Quintanilla Vivar
Quintanilla Vivar ist ein Ort und eine Gemeinde (municipio) mit 900 Einwohnern (Stand: 2024) in der Provinz Burgos in der nordspanischen Autonomen Region Kastilien-León. Zur Gemeinde gehört auch das Dorf Vivar del Cid, der vermeintliche Geburtsort des spanischen Nationalhelden El Cid.

## Lage und Klima
Quintanilla Vivar liegt am Río Ubierna in der kastilischen Hochebene (meseta) in einer Höhe von etwa 855 m und ist etwa 9 km (Fahrtstrecke) in nördlicher Richtung von der Stadt Burgos entfernt. Das Klima ist gemäßigt bis warm; Regen (ca. 595 mm/Jahr) fällt übers Jahr verteilt.

## Bevölkerungsentwicklung
| Jahr      | 1857 | 1900 | 1950 | 2000 | 2017 |
| Einwohner | 436  | 431  | 401  | 470  | 782  |

Wegen der Mechanisierung der Landwirtschaft und der Aufgabe bäuerlicher Kleinbetriebe sank die Einwohnerzahl der Gemeinde in der zweiten Hälfte der 20. Jahrhunderts deutlich ab; dagegen haben sich die Nähe zur Großstadt Burgos und die vergleichsweise niedrigen Grundstückspreise auf dem Land eher positiv auf die Einwohnerzahl ausgewirkt.

## Wirtschaft
Die Region ist seit Jahrhunderten wesentlich von der Landwirtschaft geprägt. Inzwischen ist die Gemeinde beinahe zu einem Vorort von Burgos geworden. Der Tourismus (Vermietung von Ferienwohnungen) spielt nur eine untergeordnete Rolle.

## Geschichte
Man nimmt an, dass der Ort bzw. eine kleine Festung bereits im ausgehenden 9. Jahrhundert vom kastilischen Grafen Diego Rodríguez Porcelos, dem Gründer der Stadt Burgos, auf Befehl des Königs Alfons’ III. (reg. 866–910) entstanden sind.

## Sehenswürdigkeiten
- Die kleine Pfarrkirche Santa Eulalia de Mérida ist ein schmuckloser einschiffiger Bau des 15./16. Jahrhunderts.

Umgebung
- Knapp 3 km südöstlich des Ortes befinden sich die Ruinen des Hieronymiten-Klosters Real Monasterio de Nuestra Señora de Fresdelval mit seiner spätgotischen Klosterkirche.